# Sirothyrium taxi
Sirothyrium taxi är en svampart som beskrevs av Syd. & P. Syd. 1916. Sirothyrium taxi ingår i släktet Sirothyrium, divisionen sporsäcksvampar och riket svampar.   Inga underarter finns listade i Catalogue of Life.